# Patrick Fabian
Patrick Fabian, född 7 december 1964 i Pittsburgh i Pennsylvania, är en amerikansk skådespelare. Han är känd för att spela rollen som advokaten Howard Hamlin i TV-serien Better Call Saul, en roll som han innehade fram till år 2022. Han har också medverkat i bland annat skräckfilmen The Last Exorcism från 2010, samt varit gästskådespelare i TV-serier som Will & Grace och Vänner.
Fabian är gift med komikern och manusförfattaren Mandy Steckelberg, med vilken han har två döttrar.

## Filmografi (i urval)

### Filmer
| - 1998 – Maffia! - 2004 – Helter Skelter - 2005 – Matte söker husse - 2005 – Twitches - 2006 – End Game - 2007 – Twitches Too - 2009 – Spring Breakdown | - 2010 – The Last Exorcism - 2012 – Bad Ass - 2012 – Atlas Shrugged: Part II - 2014 – Cloud 9 - 2014 – Bad Ass 2: Bad Asses - 2018 – The Death of Superman (röstroll) - 2019 – Reign of the Supermen (röstroll) - 2025 – The Ritual |

### TV-serier
| - 1992 – Silk Stalkings (TV-serie) - 1993 – Beverly Hills (TV-serie) - 1994 – Mord och inga visor (TV-serie) - 1995 – Melrose Place (TV-serie) - 1997 – Star Trek: Voyager (TV-serie) - 1997 – Millennium (TV-serie) - 1997 – General Hospital (TV-serie) - 1998 – Xena – Krigarprinsessan (TV-serie) - 1998 – Vänner (TV-serie) - 1999 – Amors pilar (TV-serie) - 1999 – Av samma skrot och korn (TV-serie) - 1999 – Dharma & Greg (TV-serie) - 1999–2000 – Time of Your Life (TV-serie) - 1999–2002 – Providence (TV-serie) - 2001 – Nash Bridges (TV-serie) - 2003 – Brottskod: Försvunnen (TV-serie) - 2003 – CSI: Crime Scene Investigation (TV-serie) - 2003 – Just Shoot Me! (TV-serie) - 2003–2005 – Mellan himmel och jord (TV-serie) - 2004 – Jordan, rättsläkare (TV-serie) - 2004 – 24 (TV-serie) - 2004 – Summerland (TV-serie) - 2004 – North Shore (TV-serie) - 2004 – Medical Investigation (TV-serie) - 2004 – Will & Grace (TV-serie) - 2005 – Everwood (TV-serie) - 2005 – CSI: Miami (TV-serie) - 2005 – Reba (TV-serie) - 2006 – Shark (TV-serie) - 2006 – Ugly Betty (TV-serie) - 2006–2007 – Veronica Mars (TV-serie) - 2006–2007 – Close to Home (TV-serie) - 2007 – Pushing Daisies (TV-serie) - 2007 – Bones (TV-serie) - 2007 – NCIS (TV-serie) | - 2007 – Las Vegas (TV-serie) - 2008 – Boston Legal (TV-serie) - 2008 – Burn Notice (TV-serie) - 2008–2009 – Valentine (TV-serie) - 2009 – Life (TV-serie) - 2009 – The Mentalist (TV-serie) - 2009 – Jims värld (TV-serie) - 2009 – Drop Dead Diva (TV-serie) - 2009–2010 – Big Love (TV-serie) - 2010 – Rizzoli & Isles (TV-serie) - 2010 – CSI: New York (TV-serie) - 2011 – Hot in Cleveland (TV-serie) - 2011 – Private Practice (TV-serie) - 2012 – Desperate Housewives (TV-serie) - 2012 – Hawaii Five-0 (TV-serie) - 2012 – Longmire (TV-serie) - 2012 – The Finder (TV-serie) - 2012–2013 – The Newsroom (TV-serie) - 2012 – Criminal Minds (TV-serie) - 2013 – Castle (TV-serie) - 2013 – Scandal (TV-serie) - 2014 – Franklin & Bash (TV-serie) - 2014 – Grey's Anatomy (TV-serie) - 2015–2022 – Better Call Saul (TV-serie) - 2015 – Scorpion (TV-serie) - 2016 – Grimm (TV-serie) - 2017 – Elementary (TV-serie) - 2017 – Lucifer (TV-serie) (även 2021) - 2018 – Agents of S.H.I.E.L.D. (TV-serie) - 2018 – Code Black (TV-serie) - 2019 – Barry (TV-serie) - 2019–2021 – Special (TV-serie) - 2021 – The Morning Show (TV-serie) |